# Blanda Julia
Blanda Julia (łac. Dioecesis Blandanus) – stolica historycznej diecezji w Italii erygowanej w V wieku, a skasowanej w roku 950.
Współczesne miasto Tortora w prowincji Cosenza we Włoszech. Obecnie katolickie biskupstwo tytularne ustanowione w 1966 przez papieża Pawła VI.

## Biskupi tytularni
| Lp. | Biskup                     | Funkcja                             | Od                   | Do               |
| --- | -------------------------- | ----------------------------------- | -------------------- | ---------------- |
| 1   | Antonio Zama               | biskup pomocniczy Neapolu (Włochy)  | 24 października 1967 | 27 sierpnia 1977 |
| 2   | Miguel Pedro Mundo         | biskup pomocniczy Jataí (Brazylia)  | 6 marca 1978         | 24 lutego 1999   |
| 3   | Kazimierz Wielikosielec OP | biskup pomocniczy Pińska (Białoruś) | 6 maja 1999          |                  |